# Coupe d'Europe de hockey sur glace 1988-1989
Navigation
Coupe d'Europe 1987-1988 Coupe d'Europe 1989-1990
La saison 1988-1989 est la 24e édition de la Coupe d'Europe de hockey sur glace.

## Tour préliminaire
| Équipe 1           | Score     | Équipe 2        |
| ------------------ | --------- | --------------- |
| Slavia Sofia       | 5:6, 1:5  | HK Jesenice     |
| Murrayfield Racers | 6:8, 9:10 | HC Dosza Ujpest |

## Phase de poule

### Groupe A
(Esbjerg, Danemark)
| Équipe 1      | Score | Équipe 2        |
| ------------- | ----- | --------------- |
| CSKA Moscou   | 11:1  | Dynamo Berlin   |
| Esbjerg IK    | 2:4   | HC Dosza Ujpest |
| CSKA Moscou   | 23:2  | HC Dosza Ujpest |
| Esbjerg IK    | 3:8   | Dynamo Berlin   |
| Dynamo Berlin | 7:3   | HC Dosza Ujpest |
| Esbjerg IK    | 1:21  | CSKA Moscou     |

| Place | Équipe          | Points |
| 1     | CSKA Moscou     | 6      |
| 2     | Dynamo Berlin   | 4      |
| 3     | HC Dosza Ujpest | 2      |
| 4     | Esbjerg IK      | 0      |

### Groupe B
(Nimègue, Pays-Bas)
| Équipe 1            | Score | Équipe 2            |
| ------------------- | ----- | ------------------- |
| TJ VSŽ Košice       | 8:2   | HC Steaua Bucureşti |
| Spitman Nijmegen    | 7:2   | Vålerenga IF        |
| TJ VSŽ Košice       | 7:1   | Vålerenga IF        |
| Spitman Nijmegen    | 3:2   | HC Steaua Bucureşti |
| HC Steaua Bucureşti | 6:5   | Vålerenga IF        |
| Spitman Nijmegen    | 3:14  | TJ VSŽ Košice       |

| Place | Équipe              | Points |
| 1     | TJ VSŽ Košice       | 6      |
| 2     | Spitman Nijmegen    | 4      |
| 3     | HC Steaua Bucureşti | 2      |
| 4     | Vålerenga IF        | 0      |

### Groupe C
(Klagenfurt, Autriche)
| Équipe 1          | Score | Équipe 2          |
| ----------------- | ----- | ----------------- |
| EC KAC            | 5:2   | Mont-Blanc        |
| Färjestads BK     | 4:0   | TMH Polonia Bytom |
| Färjestads BK     | 13:1  | Mont-Blanc        |
| EC KAC            | 5:6   | TMH Polonia Bytom |
| TMH Polonia Bytom | 7:5   | Mont-Blanc        |
| EC KAC            | 2:6   | Färjestads BK     |

| Place | Équipe            | Points |
| 1     | Färjestads BK     | 6      |
| 2     | TMH Polonia Bytom | 4      |
| 3     | EC KAC            | 2      |
| 4     | Mont-Blanc        | 0      |

### Groupe D
(Lugano, Suisse)
| Équipe 1   | Score | Équipe 2    |
| ---------- | ----- | ----------- |
| Kölner EC  | 6:1   | HK Jesenice |
| HC Lugano  | 3:2   | HC Bolzano  |
| HC Lugano  | 8:0   | HK Jesenice |
| Kölner EC  | 10:1  | HC Bolzano  |
| HC Bolzano | 6:2   | HK Jesenice |
| HC Lugano  | 3:4   | Kölner EC   |

| Place | Équipe      | Points |
| 1     | Kölner EC   | 6      |
| 2     | HC Lugano   | 4      |
| 3     | HC Bolzano  | 2      |
| 4     | HK Jesenice | 0      |

## Groupe final
(Cologne, Allemagne de l'Ouest)
| Équipe 1      | Score | Équipe 2      |
| ------------- | ----- | ------------- |
| Färjestads BK | 4:3   | CSKA Moscou   |
| Kölner EC     | 3:5   | TJ VSŽ Košice |
| Kölner EC     | 7:3   | Färjestads BK |
| CSKA Moscou   | 6:2   | TJ VSŽ Košice |
| Kölner EC     | 1:9   | CSKA Moscou   |
| TJ VSŽ Košice | 4:3   | Färjestads BK |

| Place | Équipe        | Points |
| 1     | CSKA Moscou   | 4      |
| 2     | TJ VSŽ Košice | 4      |
| 3     | Kölner EC     | 2      |
| 4     | Färjestads BK | 2      |

## Bilan
Le CSKA Moscou remporte la 24e Coupe d'Europe.